# Superveniencia

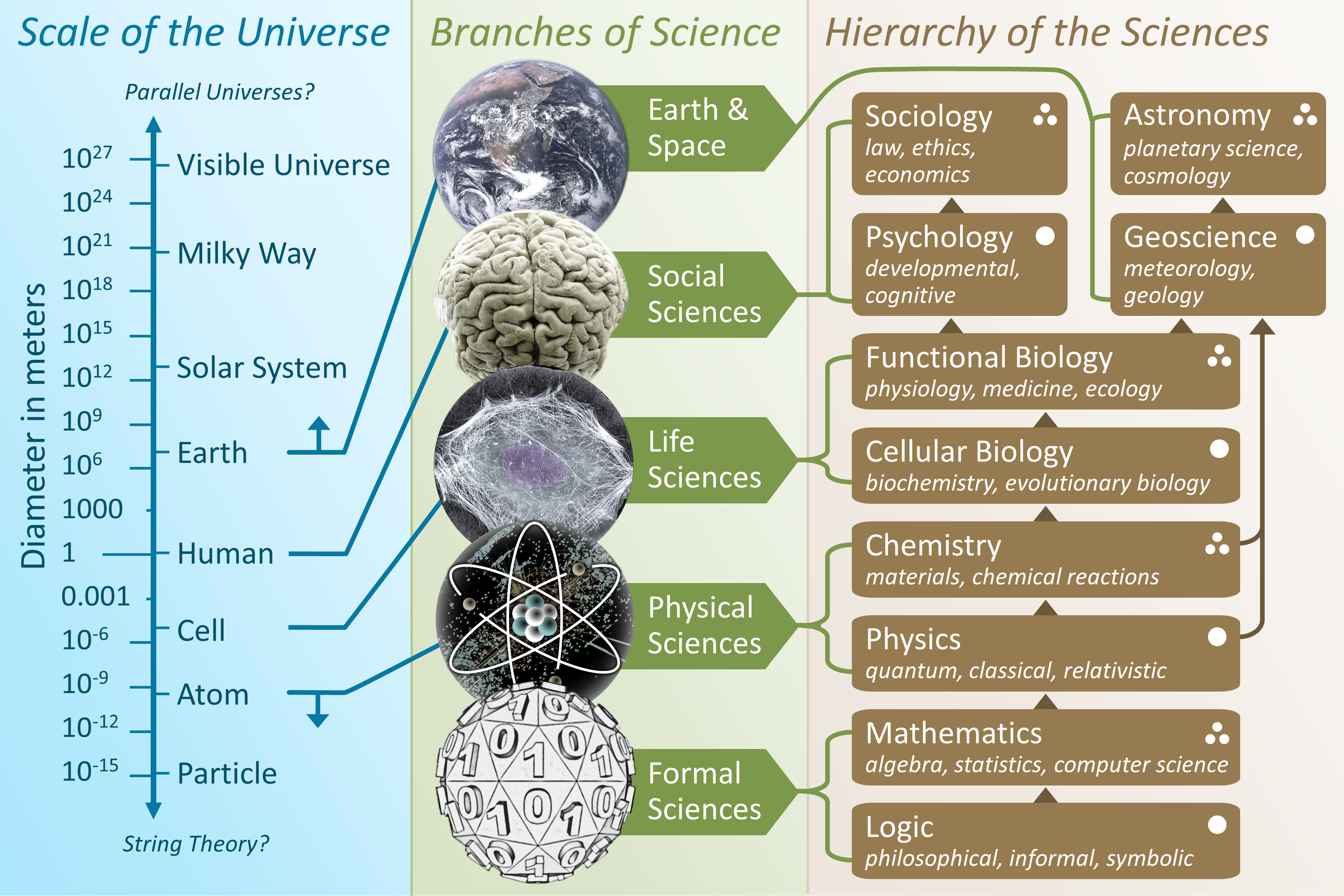
En la ciencia se considera que niveles superiores de la realidad supervienen de los inferiores.

En filosofía, específicamente en metafísica, la superveniencia es una relación mereológica de dependencia entre propiedades de 'alto nivel' y de 'bajo nivel'. Un grupo de propiedades X superviene de un grupo de propiedades Y cuando las propiedades del grupo X están determinadas por las del grupo Y.
Formalmente, un grupo de propiedades X superviene de un grupo de propiedades Y si y sólo si, para todos los objetos a y b se cumple cualquiera de las siguientes condiciones (lógicamente equivalentes):
1. a y b no pueden diferir en las propiedades de su grupo X sin diferir también de las propiedades del grupo Y.
2. Si a y b tienen propiedades idénticas a las del grupo Y, entonces también tienen propiedades idénticas a las del grupo X.
3. Si a y b no tienen propiedades idénticas al grupo X, entonces tampoco tienen propiedades idénticas a las del grupo Y.

Si las propiedades de A supervienen las propiedades de B, las propiedades de B son las propiedades base y las de A son llamadas propiedades supervenientes. Si dos cosas difieren en sus propiedades supervenientes, esto quiere decir que deben diferir de sus propiedades de base. 
Como ejemplo, si las propiedades psicológicas supervienen a lo físico, dos personas que son físicamente indistinguibles, deberían ser psicológicamente iguales. Lo mismo si son psicológicamente diferentes deberían ser físicamente diferentes. 
Lo interesante es que lo superviniente no es simétrico. Dos personas pueden ser psicológicamente iguales y no ser físicamente iguales. Lo último da por el concepto de múltiples posibilidades. Las propiedades psicológicas tienen muchos modos de ser posibles en lo físico. 
La superveniencia ha sido usada tradicionalmente para describir relaciones entre conjuntos de propiedades de modo que no implique una fuerte relación hablando de la reducción y el reduccionismo. 
Muchos sostienen que las propiedades económicas supervienen a las propiedades físicas. Si por ejemplo dos mundos son iguales físicamente deberían ser iguales económicamente, sin embargo eso no significa que la economía puede ser reducida de un modo directo a lo físico. 
La superveniencia permite asumir que los niveles altos (como la economía y la psicología) dependen al final de lo físico, pero queda claro que no se puede estudiar a los fenómenos de alto nivel usando medios que si bien son apropiados para estudiar lo físico, no lo son para estudiar los niveles altos. 
Superveniencia quiere decir “la ocurrencia de algo nuevo, adicional o inesperado”

## Ejemplos
- En filosofía de la mente la tesis de la superveniencia (lo mental superviene de lo físico) ha encontrado una gran acogida en los últimos años, especialmente en la obra de Donald Davidson.

- Significante y significado: la transmisión de un mensaje implica siempre relaciones de superveniencia. Así, el significado de la palabra 'casa' impresa en un papel, superviene de la geometría de la letra, que, a su vez, superviene de la tinta estampada en el papel.

## Críticas
La tesis de superveniencia afronta críticas en donde se argumenta la estabilidad del nivel superior con respecto al nivel inferior. De esta manera, así como el significado de casa no se ve afectado por ligeros cambios en la escritura de la palabra "casa", así también los estados mentales podrían ser estables con respecto a cambios en la dinámica cerebral.
Esto podría implicar que la superveniencia se de en sentido inverso, en donde la estabilidad de los niveles inferiores, en realidad, depende de la estabilidad del nivel superior en todos los casos. Y esto daría lugar a un nuevo pseudo-idealismo, en donde los límites de la mente definen otra vez los límites de la realidad.